# Quézac (Lozère)
Quézac (okzitanisch Quesac) ist eine Ortschaft und eine Commune déléguée in der französischen Gemeinde Gorges du Tarn Causses mit 321 Einwohnern (Stand 1. Januar 2022) im Département Lozère in der Region Okzitanien.
Die Gemeinde Quézac wurde am 1. Januar 2017 mit Montbrun und Sainte-Enimie zur neuen Gemeinde Gorges du Tarn Causses zusammengeschlossen.

## Geografie
Quézac ist eine touristisch geprägte Ortschaft, sie liegt im südlichen Zentralmassiv, am Ufer des Flusses Tarn.